# Nowe Smarchowice
Nowe Smarchowice (niem. Neu Marchwitz) – wieś w Polsce, położona w województwie opolskim, w powiecie namysłowskim, w gminie Namysłów, ok. 8 km od Namysłowa. Mieszkańcy utrzymują się w 95% z pracy w 60 indywidualnych gospodarstwach rolnych.
W latach 1975–1998 miejscowość należała administracyjnie do województwa opolskiego.

## Nazwa
Nazwa miejscowości wywodzi się od nazwy osadniczej „Smarkowicz” lub „Smarkewitz”.
1 czerwca 1948 r. nadano miejscowości polską nazwę Nowe Smarchowice.

## Integralne części wsi
| SIMC    | Nazwa          | Rodzaj     |
| ------- | -------------- | ---------- |
| 0499695 | Bławaciska     | przysiółek |
| 0499703 | Hałderze       | przysiółek |
| 0499710 | Młynek         | przysiółek |
| 0499726 | Piękna Studnia | przysiółek |
| 0499732 | Stanek         | przysiółek |
| 0499749 | Zielony Dąb    | przysiółek |

## Historia
Miejscowość pochodzi prawdopodobnie z XIII wieku.
W 1996 r. Nowe Smarchowice zostały stelefonizowane, a w 1999 r. oddano do użytku wodociąg. W 2000 r. wyremontowano świetlicę wiejską.